# Калах-Сара
Калах-Сара (перс. كله سرا) — село в Ірані, у дегестані Асалем, у бахші Асалем, шагрестані Талеш остану Ґілян. За даними перепису 2006 року, його населення становило 1089 осіб, що проживали у складі 253 сімей.

## Клімат
Середня річна температура становить 13,68 °C, середня максимальна – 27,79 °C, а середня мінімальна – -0,34 °C. Середня річна кількість опадів – 707 мм.
| Клімат поселення                              | Клімат поселення | Клімат поселення | Клімат поселення | Клімат поселення | Клімат поселення | Клімат поселення | Клімат поселення | Клімат поселення | Клімат поселення | Клімат поселення | Клімат поселення | Клімат поселення | Клімат поселення |
| Показник                                      | Січ.             | Лют.             | Бер.             | Квіт.            | Трав.            | Черв.            | Лип.             | Серп.            | Вер.             | Жовт.            | Лист.            | Груд.            |                  |
| Середній максимум, °C                         | 11,15            | 10,79            | 12,19            | 15,96            | 20,53            | 26,04            | 27,79            | 27,64            | 22,74            | 20,11            | 15,58            | 11,79            |                  |
| Середня температура, °C                       | 5,58             | 5,23             | 6,62             | 10,40            | 14,97            | 20,46            | 23,66            | 23,51            | 18,60            | 15,97            | 11,44            | 7,64             |                  |
| Середній мінімум, °C                          | 0,02             | −0,34            | 1,06             | 4,84             | 9,40             | 14,91            | 19,53            | 19,37            | 14,46            | 11,84            | 7,32             | 3,52             |                  |
| Норма опадів, мм                              | 64               | 56               | 65               | 58               | 42               | 25               | 11               | 29               | 72               | 110              | 80               | 95               |                  |
| Середньомісячна швидкість вітру, м/с          | 2.26             | 2.40             | 2.40             | 2.36             | 2.24             | 2.36             | 2.60             | 2.37             | 2.04             | 2.00             | 1.99             | 1.96             |                  |
| Середньомісячна сонячна радіація, кДж/м²·день | 6876             | 9158             | 11296            | 15796            | 19843            | 22526            | 23652            | 19954            | 16229            | 11022            | 8461             | 6557             |                  |
| --------------------------------------------- | ---------------- | ---------------- | ---------------- | ---------------- | ---------------- | ---------------- | ---------------- | ---------------- | ---------------- | ---------------- | ---------------- | ---------------- | ---------------- |
| Джерело:                                      |                  |                  |                  |                  |                  |                  |                  |                  |                  |                  |                  |                  |                  |